# Цератогаулюсы
Цератогаулюсы (лат. Ceratogaulus) — ископаемый род грызунов из вымершего подсемейства Mylagaulinae семейства Mylagaulidae. Типовой вид — Ceratogaulus rhinocerus, открытый в 1902 году. Это были травоядные грызуны, жившие с миоцена по плейстоцен в районе Великих равнин США и в Мексике. Другое название рода — Epigaulus.

## Описание
Цератогаулюсы примечательны тем, что имели пару больших рогов на носу. Наряду с вымершими рогатыми броненосцами из рода Peltephilus это единственные роющие млекопитающие с рогами.
Рога служили им, как предполагают исследователи, для рытья нор (на это указывает расположение рогов), в качестве полового признака или для обороны от хищников. Поскольку половой диморфизм рогов цератогаулюсов отсутствовал, гипотеза об обороне от хищников кажется наиболее вероятной.

## Виды
По данным сайта Paleobiology Database, на август 2021 года в род включают 6 вымерших видов:
- Ceratogaulus anecdotus Korth, 2000
- Ceratogaulus cornutasagma Calede & Samuels, 2020
- Ceratogaulus hatcheri Gidley, 1907
- Ceratogaulus minor Hibbard & Phillis, 1945
- Ceratogaulus rhinocerus Matthew, 1902
- Ceratogaulus robustus Korth, 2013